# ガブリエル・ゲヴレキアン
ガブリエル・ゲヴレキアン（ペルシア語: گابریل گورکیان, ラテン文字転写: Gabriel Guévrékian, 1892年11月21日 - 1970年10月29日）は、アルメニア系イラン人の建築家、庭園アーキテクト、都市計画家、建築ジャーナリスト。ウィーンで建築を学び、両世界大戦の戦間期はウィーンやパリなどで活動し、近代建築国際会議設立にも参画。1925年パリ万国博覧会で出展制作した「水と光の庭園」は、秀逸な作品として今日でも知られる。1933年にパフラヴィー朝政府の招聘に応じてイランへ戻り、同国首都テヘランの都市計画に携わる。戦後はアメリカ合衆国に渡り、後身の育成に当たった。
名前の表記は『ヨーロッパの造園』 (SD選書 (43) 鹿島出版会,ISBN 978-4306050433、1969年）など 岡崎文彬の著書では「ゲヴレキアン」となっている一方で、
『モダンランドスケープアーキテクチュア』（鹿島出版会、ISBN 978-4306072572、2007年）『見えない庭―アメリカン・ランドスケープのモダニズムを求めて』（鹿島出版会、ISBN 978-4306072060、1997年）『ランドスケープ空間の諸相 (ランドスケープデザイン) 』（角川書店、ISBN 978-4046514127、2000年）等といった佐々木葉二、三谷徹らの著書では「グーヴレキアン」の表記となっている。

## 生涯
1892年に（1900年としている文献もある）、当時オスマン帝国領だったイスタンブールにアルメニア人の両親のもとに生まれる。父は宝石の専門家。その後、家族とともにテヘラーンへ移住し、そこで育った。1910年に姉リディアとともにウィーンに渡り、建築家のおじアレックス・ガルースティアンの下で過ごす。1915年からウィーン応用美術大学にて、オスカール・ストルナードとヨーゼフ・ホフマンに建築を学ぶ。1919年に卒業証書を取得後、ホフマンとストルナードの下で1920年から3年間実務を経験する。
1922年にパリに渡り、最初はアンリ・ソヴァージュと、その後1926年まで、いとことともにロベール・マレ＝ステヴァンスのもとでパートナーを務め、マレ＝ステヴァンス通りの集合住宅や同時期のパリやコートダジュールの別荘の設計を一緒に手がける。また、ル・コルビュジエ、アンドレ・リュルサ、ジークフリート・ギーディオンらの活動に参画する。
1926年に独立し、パリで建築設計の他、ガーデンデザイナーやライターなど建築ジャーナル方面での活動も行い、1927年のCIAM創立に参画する。また、ル・コルビュジェによってCIAMの事務総長に任命される。事務総長は1928年から1932年まで務める。
2年後、フランスの有名な建築ジャーナル「L'architecture d'aujourd'hui」の創立メンバーとなる。
1932年、ヨーゼフ・フランツからウィーン工作連盟が行う住宅供給、住宅地建設の仕事を誘われ、ウィーンに渡りこの仕事に専念する。
その後イラン政府に招聘され、1933年から1937年までテヘランに渡り、地元の主任都市計画家と建築家として任命され、短期間に多くの政府機関や公共の建物を設計し、同時にイランに国際スタイルのモダニズム建築をもたらし、同国の近代化に重要な役割を果たす。
1937年から1940年まではロンドンで活動する。ロンドンでのプロジェクトは第二次世界大戦によって実現されなかった。
1940年にパリへ戻り、ザールブリュッケンのアカデミーで教鞭を執るかたわら、プレハブ住宅の開発に取り組む。ナチス・ドイツやヴィシー政権への協力を避けるため、建築家としての活動を中断する。
終戦以降、地元の建築学校ジョルジュ＝アンリ Pingusson で教え続けながら、ザールブリュッケンの戦災復興に取り組む。
1948年からは、米国に戦争中に移住していたウィーン時代の仲間からの誘いで渡米し、アラバマ工科大学に就任し都市の研究に取り組む。1949年から1969年までイリノイ大学教授。1953年、ハンス・フェッターの招待でザルツブルクのサマーアカデミーで教鞭を執る。1955年にアメリカ国籍取得、1969年引退。

## 主な作品

### 水と光の庭
ゲヴレキアンが1925年のパリ万国博覧会（正式名称の直訳は「装飾芸術と近代産業の国際展示会」である）のためにデザインした「水と光の庭（ Jardin d'Eau et de Lumiere ）」に与えられた空間は、複数の三角形状をした要素に分割された二等辺三角形であった。中心にはロベール・ドローネーが装飾を担当した4層の光を反射するプールを置き、その上方に回転する球体を配した。球体は内側から照明で飾った。これらを積層させた植物で取り囲み、小さな三角形をした白色のガラスと桃色の磨りガラスで作った低い壁で二重に取り巻いた。球体とキラキラした表面は、光が庭園のすべての方向に反射されることを意図していた。夜になると、球体の内側の照明から光が外へと放射され、作品を活気づけた。
はじめのころ、報道は庭園を「ペルシャ風庭園」というレッテルを貼ったりもしたが、最終的には「立体派の庭」と呼ばれるようになった。この博覧会において、ゲヴレキアンはソニア・ドローネーとジャック・ハイムのブティックのためのパヴィリオン設計も手がけている。

### ノアイユ子爵夫妻の邸宅における立体派の庭

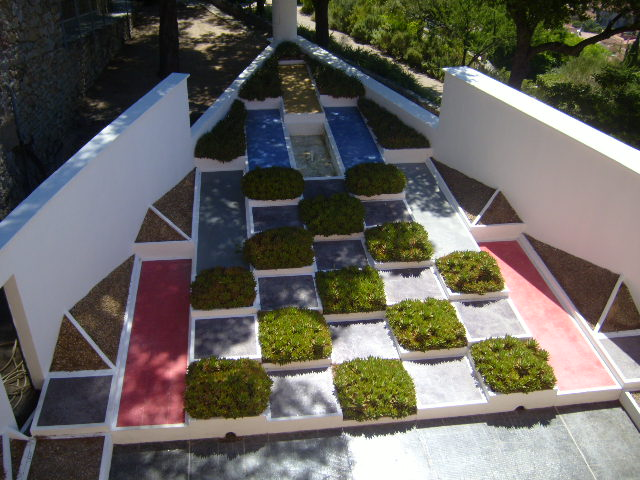
ノアイユ子爵夫妻の邸宅における立体派の庭

ゲヴレキアンが「水と光の庭園」に続いて、南仏イエールの子爵シャルル・ド・ノアイユとその妻マリー＝ロールのために設計したヴィラ・ド・ノアイユの庭（1926年）は、小さく押し込められた三角形の空間であった。邸宅はコート・ダジュールのすばらしい景色が見渡せる。夫妻はこれと鋭い対比を見せる建築全体によって、自然を取り入れる一方で外界と一線を画することを望んだ。夫妻から邸宅の設計を任されたマレ＝ステヴァンも、彼の構想したランドスケープに何か工夫がほしかった。夫妻とマレ＝ステヴァンは、この空間の形状がゲヴレキアンの新しい設計スタイルに適していると考えた。
庭における植栽の必要性は軽視されていた上、植物の育ち方もまちまちだったため、デザインはすぐにバランスを崩してしまった。そして、自身もまた有名なアマチュア庭園家であったシャルル・ド・ノアイユは、デザインをすっかり取り替えてしまう誘惑に駆られると、すぐさまそれを実行に移した。そのようなことはあっても、この庭は、前年のパリの庭園のときよりも、物理的に（空間を）占有することへの考察という点で一歩前へ進んだものであった。

### アン氏の邸宅
ファッションデザイナー、ジャック・アンのために設計した邸宅は、1927年から1930年にかけて建設された。内装と家具のデザインに加えて、矩形のテラスの連続により構成される庭のデザインも手がけた。ゲヴレキアンはこの時以来、近代建築国際会議の活動によく参加するようになり、機能的な様式へと移行した。家屋はその後、広範囲にわたって改変が施され、2つの共同住宅に分割された。

## 作品の解釈
一連の庭園作品に関しては、芸術家の意図がどのようなものであったのか、意味を正確に解釈することが難しい。(Imbert 1997)が指摘するように「文献上の証拠が欠けているため、造園家の意図の多くが文書化されないままになっている。しかしながら、彼ら造園家が立体派の運動を造園という専門分野の中で高く評価していたのは非常に確かなことである」。作品の批評が、立体派絵画の文字通りの置き換えや直截の引用の開設に終始するのであれば、それは不当であるし、認識に欠けたところがある（そのようなものは、(Wesley 1981)によりすでに行われている当たり前のものである）。ゲヴレキアンにとって基本となる芸術媒体は絵画であったが、彼は立体派絵画以上に影響力を持つ設計を行った。また、彼の近代的な素材や技術への理解は、しばしば想像される以上に深いものがあった。
(Dodds 2002)は「楽園の庭」の解釈として、次のように書いている。「楽園の庭は、その中を天国の4本の川を表す水の要素が空間を均等に四等分する、理想化され、他から切り離された飛び地である」。もしゲヴレキアンが取り組まねばならない非常に制限された空間があり、人々に昔を見せびらかす必要があるとすれば、便宜的に二等分された庭における、4つの光を反射するプールこそが、この水の要素であると、ドッズは読み取った。「大昔のメソポタミアに住んだ人々は、空を三角形だと思い、山として描いた。情け容赦ない太陽からひと時の安らぎをもたしてくれる月は、空の山の山頂にある木として描かれた。複数の木はオアシスを表し、月は生命を与えてくれるものであるから、月の木の樹液は水でなければならない。万能の霊薬、水でなければ。」ゲヴレキアンは、月と木の表現するのに、両方とも、金属でできた球体を用いた。これはのちの彼の設計デザインにおいても用いられるテクニックである。木は、下にあるプールと上にある植物の中で「水」を育てる。
ドッズはまた、形態がウェズリーの言うような、ピカソから直接引っ張ってきた「浅くて圧縮された」パースペクティヴであるというよりむしろ、「まっすぐな」アクソノメトリック（軸側投象）であると読み取った。事実ゲヴレキアンはアクソノメトリックを用いている。この図法は、投影後のすべての寸法が理想化された形状で、投影前のものと同じになる、よく用いられる投影法である。ゲヴレキアンは、このアイデアをロベールとソニア・ドローネーの二人とともにさらに発展させた。彼らは、同時性主義芸術というものを描き出し、また、のちにゲヴレキアンと共に純粋主義運動を繰り広げるために協働した。

## 作品リスト
- 鉄筋コンクリートの別荘案（1923年）
- 水と光の庭園 - 1925年パリ万国博覧会出展制作
  - ブティックSimultanとeacute パリ（1924年）
- Monsier R.Wのための別荘（1924年）
- ポール・ポアレのパリの家案（1924年）
- ジャック・ドゥーセ家案（1924年）
- ノアイユ子爵夫妻の邸宅の庭（1927年-1928年）
- サントロペのパリ別荘案（1928年-1929年）
- ウィーン住居供給協会の住宅地（1930年-1932年）
- テヘランの多数の個人私有の別荘と住居（1933年-1937年）
- テヘラン軍隊組織私立学校の円形劇場（1934年）
- テヘランの劇場（1933年-1937年）
- テヘランの軍事産業省・役員クラブ（1936年）
- ラゴス正義宮殿案（ナイジェリア）
- セントジョージ病院案（1937年-1940年）
- ニューカッスル市役所